# Niederdürenbach
Niederdürenbach település Németországban, Rajna-vidék-Pfalz tartományban. Lakosainak száma 972 fő (2023. december 31.).

## Népesség
A település népességének változása:
| Lakosok száma | 831  | 946  | 963  | 958  | 966  | 972  |
|               | 1975 | 2017 | 2019 | 2021 | 2022 | 2023 |